# Tekezé
Tekezé, ook Setit genoemd in Eritrea, West-Ethiopië en Soedan, is een belangrijke rivier in oostelijk Afrika.
Volgens het Ethiopisch Central Statistical Agency heeft de rivier een lengte van 608 kilometer. De canyon kent op sommige punten een diepte van meer dan 2000 meter.
Op de rivier ligt, sinds 2009, de Tekezze dam, met bijhorend stuwmeer van 105 km² groot. De opslagcapaciteit is 9,3 milliard m³.

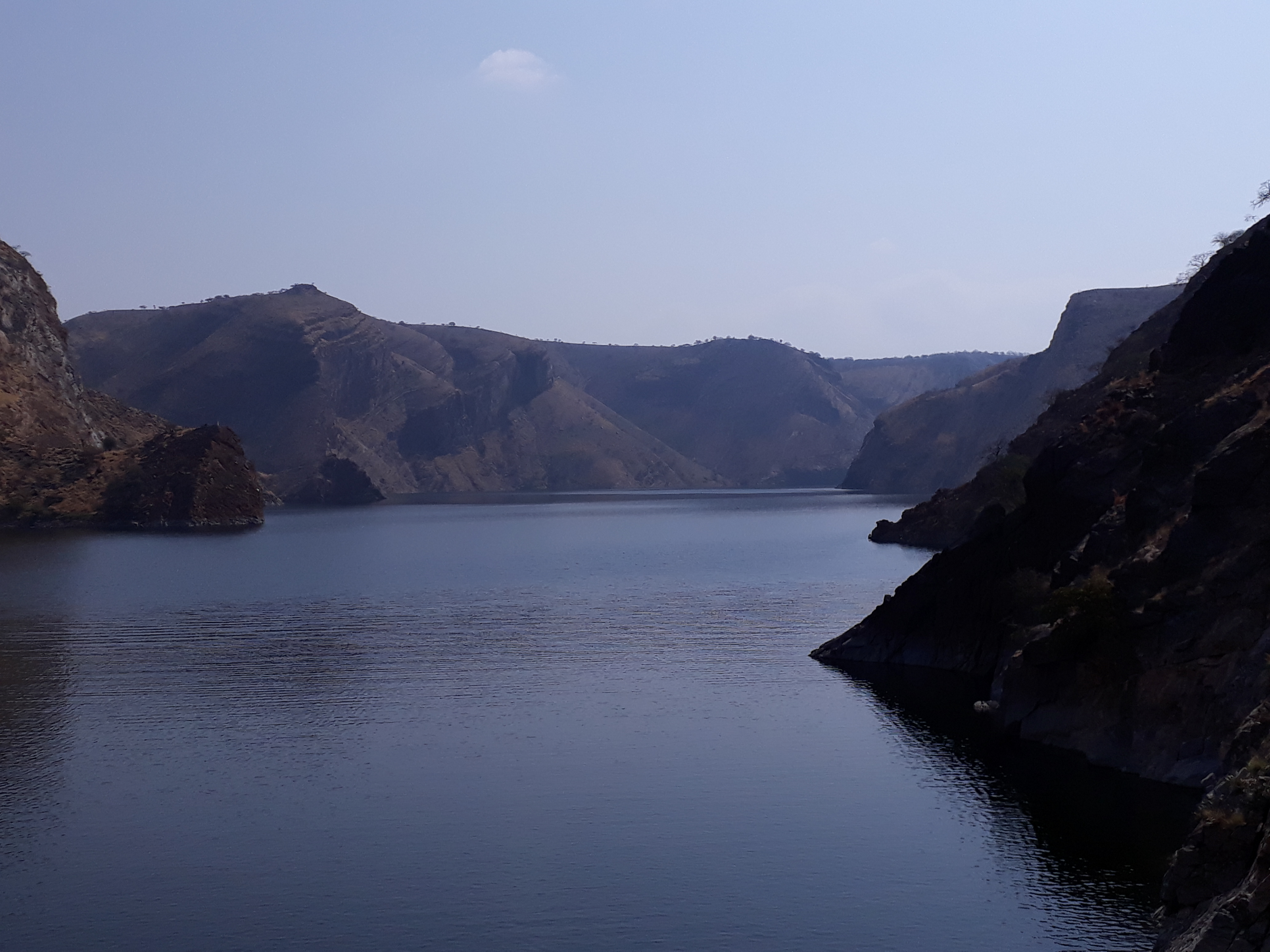
Tekeze reservoir

Na binnenkomst in Noordoost-Soedan stroomt de rivier in de Atbarah, die uiteindelijk in de Nijl uitmondt.